# Sungai Bekulap
Sungai Bekulap är ett vattendrag i Indonesien. Det ligger i den västra delen av landet, 1 400 km nordväst om huvudstaden Jakarta.